# شتولاتس (ورنگاچکا بانگا)
شتولاتس (به صربی: Štulac) یک منطقهٔ مسکونی در صربستان است که در ورنگاچکا بانگا واقع شده‌است. شتولاتس ۶٫۶۰ کیلومتر مربع مساحت و ۱٬۱۸۵ نفر جمعیت دارد و ۲۳۵ متر بالاتر از سطح دریا واقع شده‌است.